# Migration des cétacés
La migration des cétacés désigne le cycle migratoire consistant en longs voyages (jusqu'à 10 000 km) que font bi-annuellement certains cétacés afin de rejoindre des eaux meilleures, c'est-à-dire plus propices à l'alimentation ou à la reproduction. Ces migrations se font à des périodes variables selon les hémisphères et suivent le rythme des saisons. Elles sont parfois le fait d'individus isolés, parfois de groupes comprenant jusqu'à 30 000 individus qui sont alors une cible de choix pour l'observation des baleines. Elles se font à la vitesse de 5 à 20 km/h, soit environ 75 à 200 km/jour.
Ce sont surtout les mysticètes (baleines à fanons) qui migrent alors que les odontocètes (baleines à dents) sont plutôt des nomades ou des sédentaires. Il est possible que ces migrations soient dues à la dérive des continents ou à la présence de prédateurs (orques sédentaires).
Ces voyages sont épuisants et dangereux tant et si bien que certains spécimens y renoncent. En effet les cétacés empruntent des routes migratoires précises et assez immuables, connues des baleiniers, et qui croisent des zones ou des canaux de circulation intense de navires marchands avec lesquels les collisions mortelles ne sont pas rares.
Quant à ce qui rend possible ces migrations, les chercheurs pensent que le pôle magnétique joue un rôle (présence de particule de magnétite dans le cerveau comme pour les oiseaux), mais aussi la peau des cétacés qui est très sensible aux variations thermiques.

## Migration alimentaire
En raison de la fonte de la banquise au printemps, les krills se retrouvent abondamment dans l'océan Arctique ou Austral et certains estuaires nordiques, attirant alors nombre de poissons et de mammifères marins tels les baleines, qui y trouvent de quoi reconstituer en quelques mois leur réserve de lard après deux longs voyages et une saison de reproduction ou d'allaitement qui diminue leur corpulence jusqu'à 50 %.

## Migration reproductrice

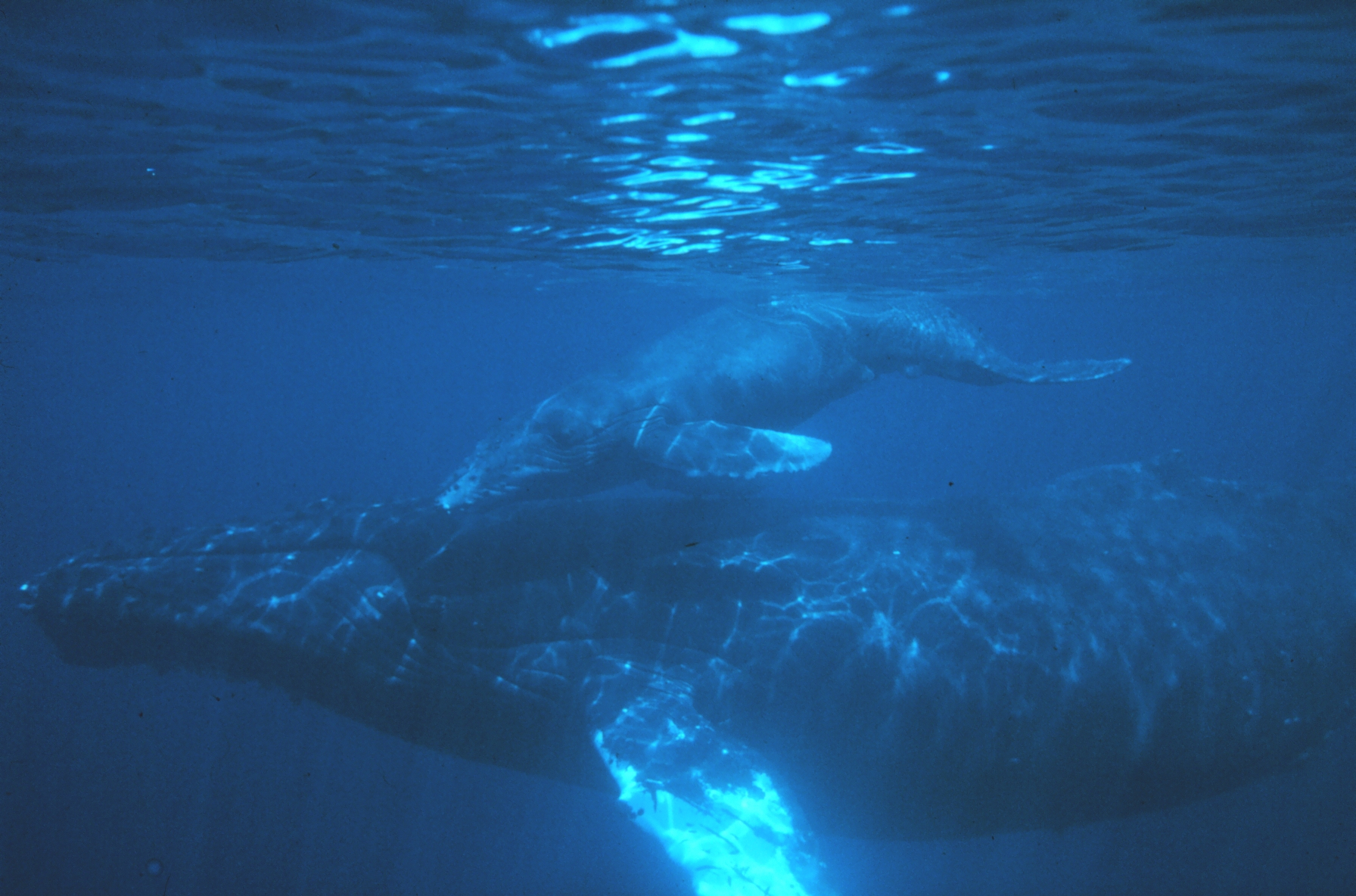
Baleine à bosse et son petit.

Ce sont surtout les mâles (cachalot adulte par exemple) qui effectuent de longues migrations, en quête d'une partenaire après avoir fait le plein de nourriture. Les femelles sont moins aventureuses. Les petits étant fragiles à la naissance, les cétacés aiment à se reproduire en eaux tempérées voire chaudes plutôt que glaciales. Nombre d'espèces migrent ainsi vers les tropiques et notamment près des côtes, où elles s'abritent.
Par ailleurs, comme de nombreuses autres espèces (poissons, reptiles) certaines baleines aiment à retrouver leur lieu de naissance pour se reproduire et mettre bas à leur tour. C'est le cas de la baleine franche et de la baleine à bosse ; quant aux baleines grises, elles suivent les côtes sur des milliers de kilomètres. Les rorquals sont moins sujets à ces migrations (en tous cas elles sont moins régulières dans le temps et plus hasardeuses dans l'espace), de même que les petits cétacés (dauphins, marsouins).
Enfin, du fait de la structure sociale de certaines espèces, des baleines accompagnent aussi celles qui allaitent, même si elles n'ont pas de baleineau quant à elles.